# Mount Lucania
Mount Lucania – szczyt górski w Ameryce Północnej w Górach Świętego Eliasza o wysokości 5226 m n.p.m., jest trzecim co do wysokości szczytem w Kanadzie.